# Kosta glasbruk

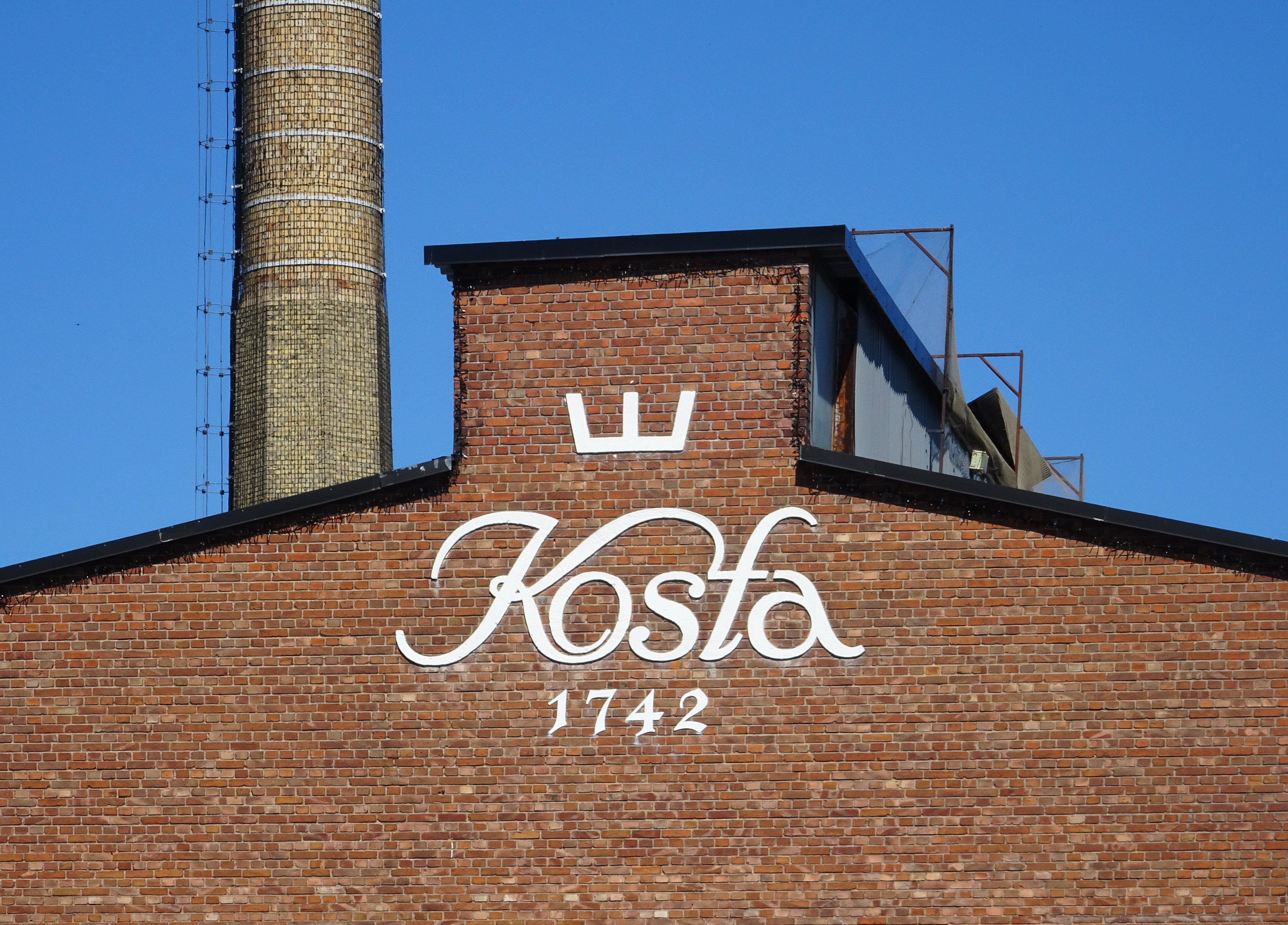
"Kosta 1742".

Kosta glasbruk är ett svenskt glasbruk i Ekeberga socken i Lessebo kommun, beläget i den tätort som senare kommit att kallas Kosta efter glasbruket.

## Historik

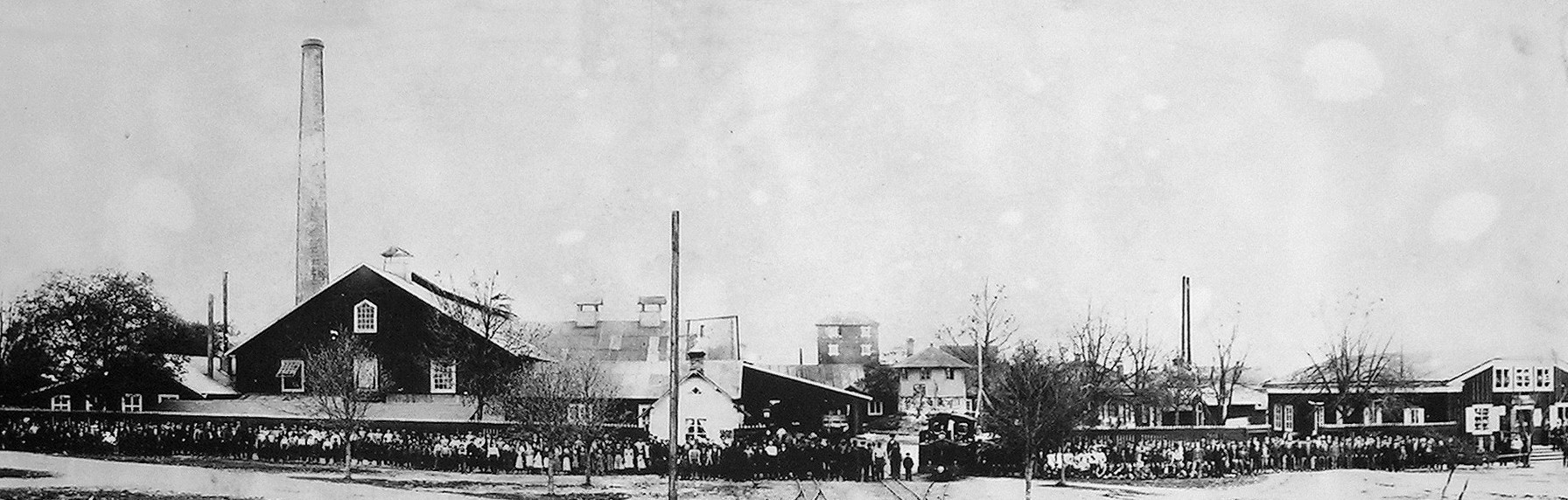
Kosta glasbruk under 1890-talet.

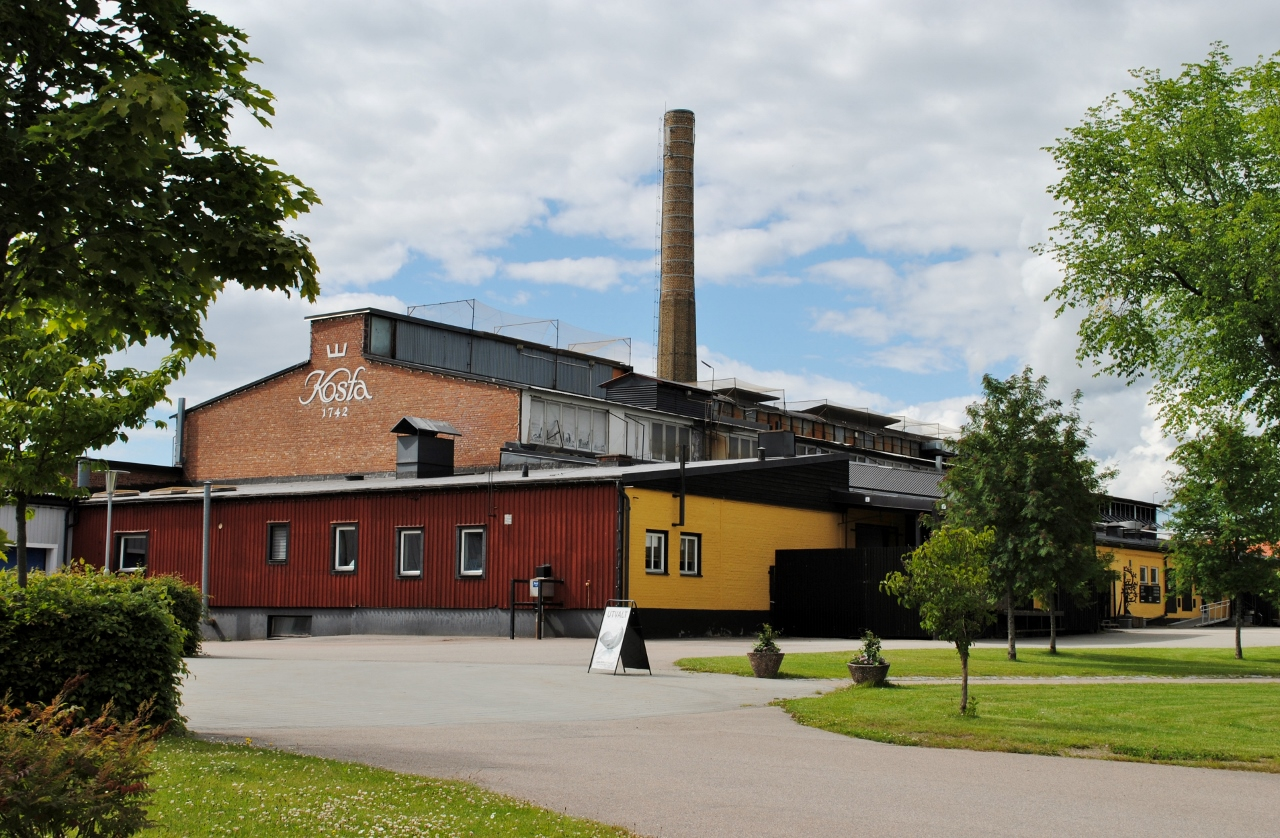
Kosta glasbruk, 2014.

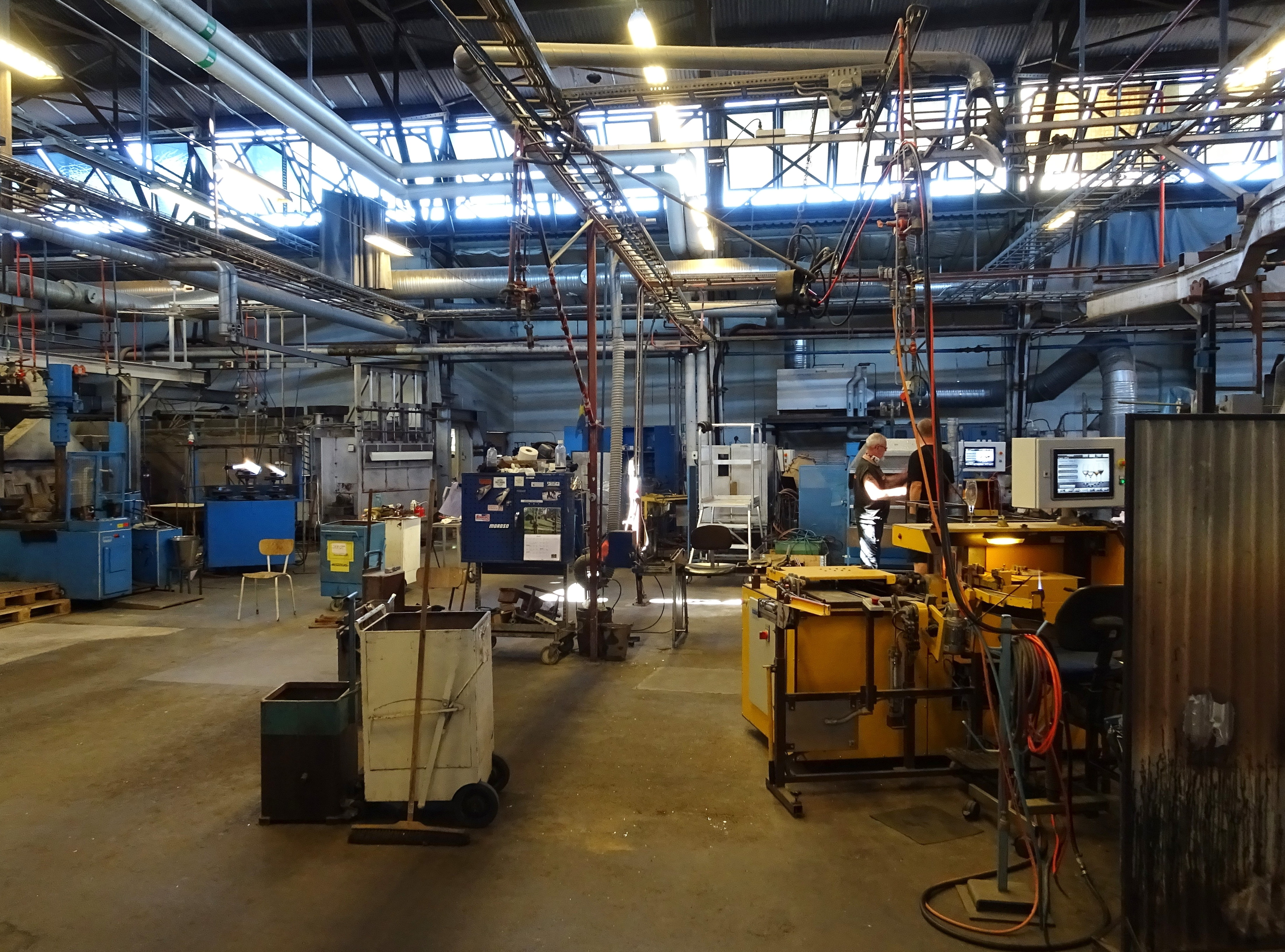
Produktionshallen, juni 2018.

Idén till ett glasbruk i trakten kring det som senare kom att kallas Kosta kom redan 1736. Löjtnant Lars Johan Silfversparre ansökte om privilegier till ett glasbruk i Johanstorp i Lenhovda socken, men av olika anledningar beviljades aldrig privilegierna till detta bruk. Istället fick Silfversparre privilegier år 1740 till anläggandet av ett glasbruk i Dåvedshult i Ekeberga socken. Av okänd anledning startade löjtnanten aldrig bruket, utan gav bort privilegierna till landshövdingarna Anders Koskull och Georg Bogislaus Staël von Holstein. År 1741 inleddes byggnationen av det nya bruket som fick namnet Kosta efter inledningsbokstäverna i de båda ägarnas efternamn. De första glasblåsarna kom från Thüringen i Tyskland. De släppte till en början inte in några svenska glasblåsare, och det skulle dröja 50 år innan svenska namn återfinns bland dessa.
Kosta är anmärkningsvärt för att ha en av få kvinnor anställda som gravörer under sin samtid. Den så kallade "Riterskan Eliza" omtalas verksam som gravör vid bruket år 1751: hon var enligt H. Seitz troligen identisk med gravören Hans Wentzel Gerners fru Elisabet Klenstyfwer, och utgör ett troligen unikt exempel på en yrkesverksam kvinnlig glasgravör i det samtida Sverige, där kvinnor sällan nämns inom yrkesgruppen och då annars inte som gravörer.
Sand, kvarts och pottaska för produktionen införskaffades lokalt, medan kalk och krita hämtades från Skåne. Sodan importerades från medelhavsländerna.
Under Johan Friedrich Wickenbergs ledning 1761-1790 expanderade glasbruket. Man skaffade försäljningskontor i Stockholm, Göteborg, Kalmar, Karlskrona och Kristianstad. Från Stockholm såldes även glas till Riga och Sankt Petersburg. Efter att Henrikstorps glasbruk lagts ned 1762, ökade marknaden i Sydsverige. Man tillverkade såväl fönsterglas som vitt och grönt hushålls- och prydnadsglas. År 1773 anskaffade man för första gången utländsk sand för sina bättre varor, och kunde därmed få fram en tämligen väl avfärgad glasmassa.
Efter Wickenbergs död 1790 övergick ledningen till hans hustru Catarina, och efter hennes död till hans mågar Johan Reinhold Angerstein och hovrättsrådet Johan Fredric Dufwa. Under deras tid (fram till 1823) fortsatte Kostas framgångar. De bådas arvingar anställde 1830 Johan Reinholds son Uno Angerstein som direktör. Under dennes tid expanderade produktionen ytterligare. Uno Angersteins intresse för konstutvecklingen vid glasbruket fick honom att under ett antal år låta konstnären Kilian Zoll gratis vistas vid bruket. Man upprättade även flera nya kommissionslager i Malmö, Lund, Karlshamn, Ronneby, Växjö, Ystad, Visby och Norrköping. Från 1840-talet infördes djupslipning vid bruket.
Transporterna till och från bruket förbättrades avsevärt genom tillkomsten av järnvägslinjen Karlskrona-Alvesta. Kosta lät bygga en ny väg till Lessebo station, där ett magasin uppfördes. Samtidigt hårdnade dock konkurrensen, med en rad nya småländska glasbruk, samtidigt som importerat pressglas pressade priserna. Under åren 1878-1886 gick glasbruket med förlust, och även sedan man lyckats vända siffrorna blev vinstsiffrorna låga. En ny styrelse tillsattes 1886, och denna anställde jägmästaren Axel Hummel för att skaffa fram nytt kapital ur bolagets skogar, och 1889 blev han verkställande direktör för Kosta. En rad försök att förbättra lönsamheten genomfördes. År 1890 hade en smalspårig järnväg öppnats mellan Kosta och Lessebo, egentligen avsett för Kostas sågverk, men järnvägslinjen kom bruket väl till pass. Man började 1892 smälta helkristall, ett nytt sliperi för 60 glasslipare och moderna smältugnar infördes. Antalet arbetare steg från 250 personer 1890 till 305 personer 1893, men vinsterna uteblev. 
År 1894 tvingades man ombilda bolaget, något som inte gav önskat resultat, och 1895 ställde bolaget in sina betalningar. Man gjorde nu en ny omorganisation och sålde av stora delar av bolagets skogar och jordbruk. När vinsterna börjat återkomma drabbades Kosta 1901 av en förödande brand, som ödelade hela fabrikskomplexet. Ugnarna visade sig dock ha klarat sig, och man kunde på bara några månader återuppta driften provisoriskt. För att möta den hårdnande konkurrensen tog Hummel 1903 initiativet till bildandet av AB De Svenska Kristallbruken som en gemensam försäljningsorganisation för de fem glasbruken Kosta, Eda glasbruk, Reijmyre glasbruk, Alsterbro glasbruk och Alsterfors glasbruk. Denna organisation kom att bestå till depressionen i början av 1930-talet, då Kristallbolaget upplöstes, och de olika glasbruken såldes på olika håll. Kosta köptes av ett konsortium med Eric Åfors, ägaren av Åfors glasbruk, som huvudintressent.
År 1978 köptes Kosta med Åforsgruppen av Upsala-Ekeby AB och ingår sedan 1990 i Orrefors Kosta Boda-koncernen.

### Produkter (urval)

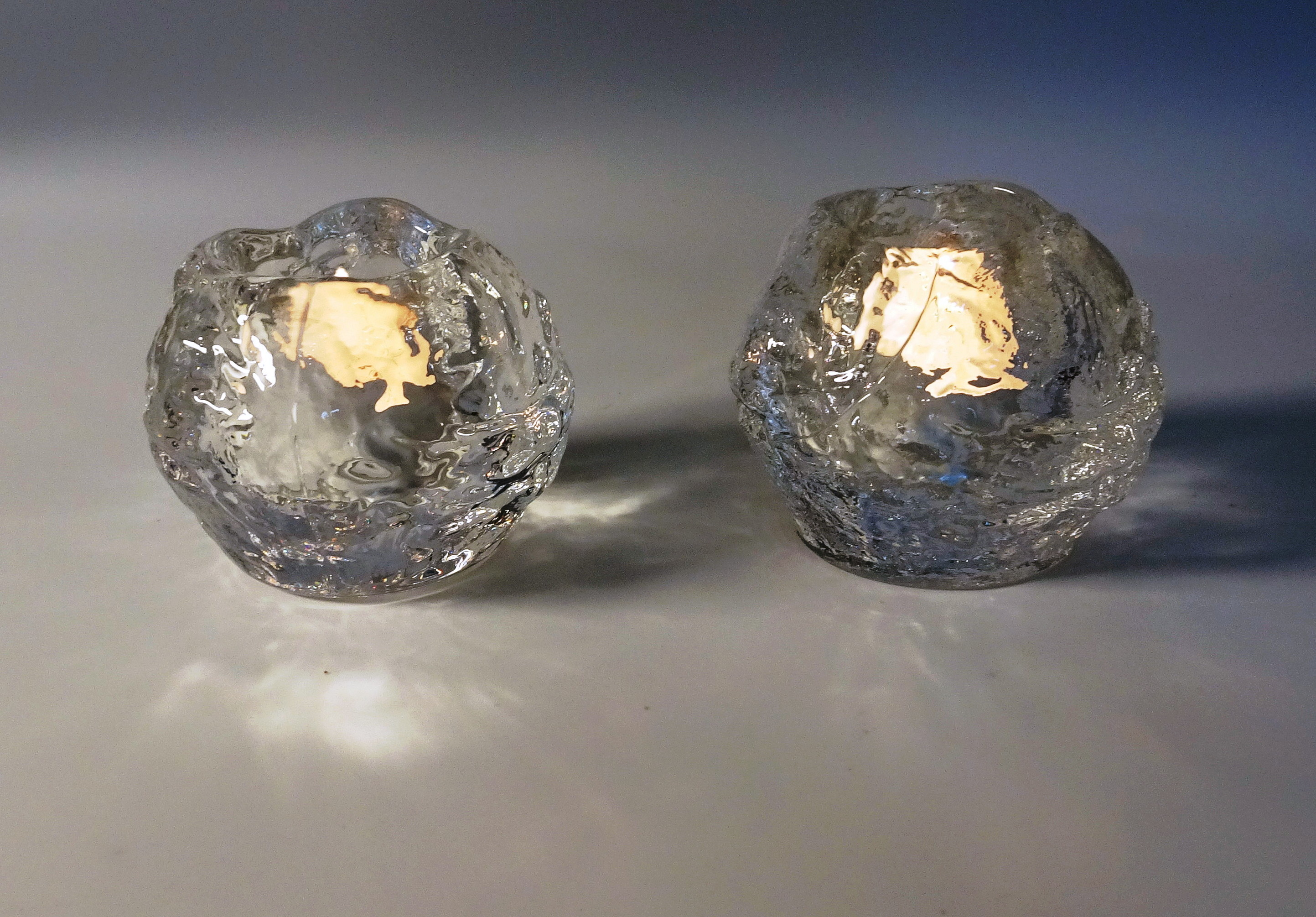
Ann Wärffs "Snöboll"
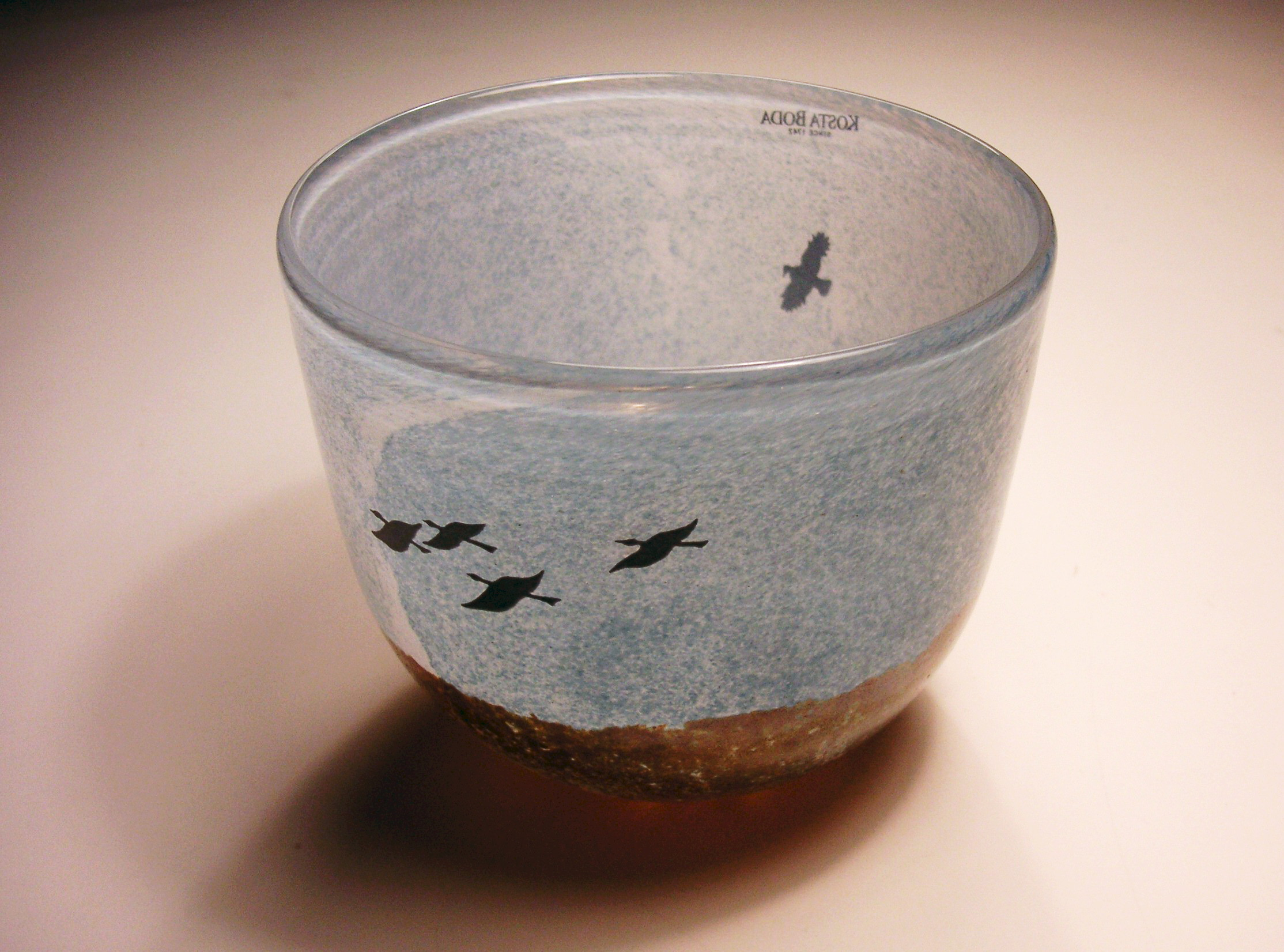
Kjell Engmans "Höst"
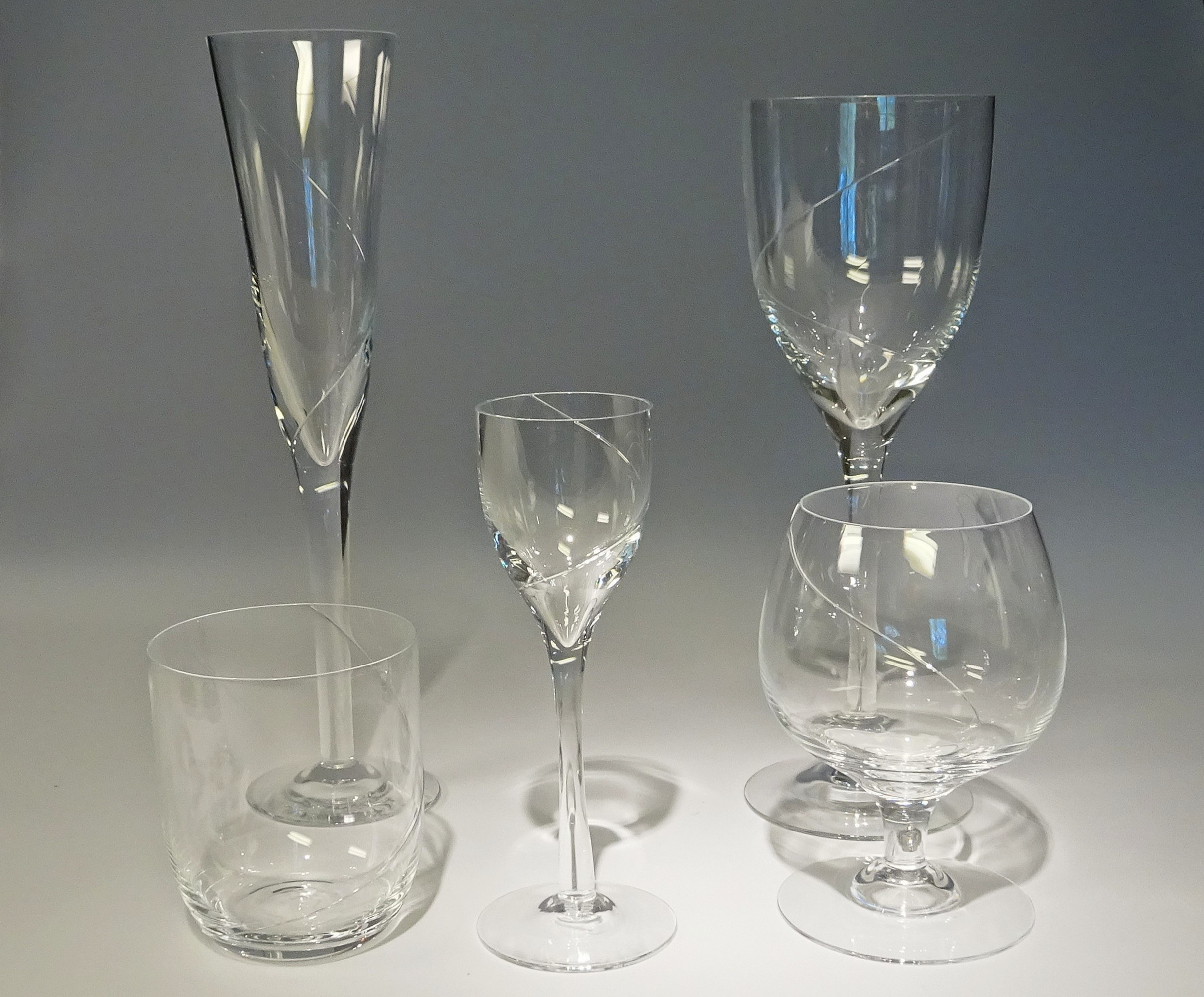
Anna Ehrners "Line"
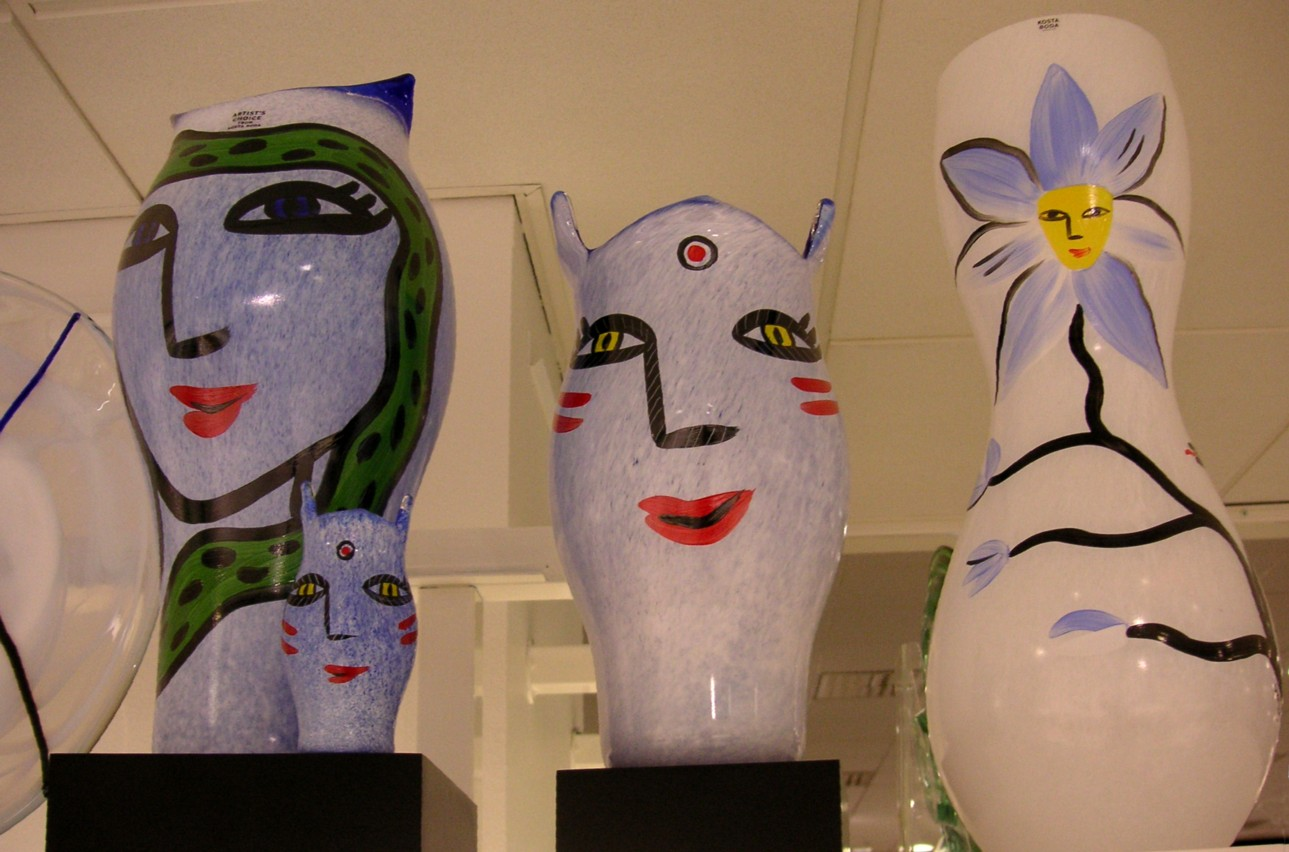
Ulrica Hydman-Valliens vaser
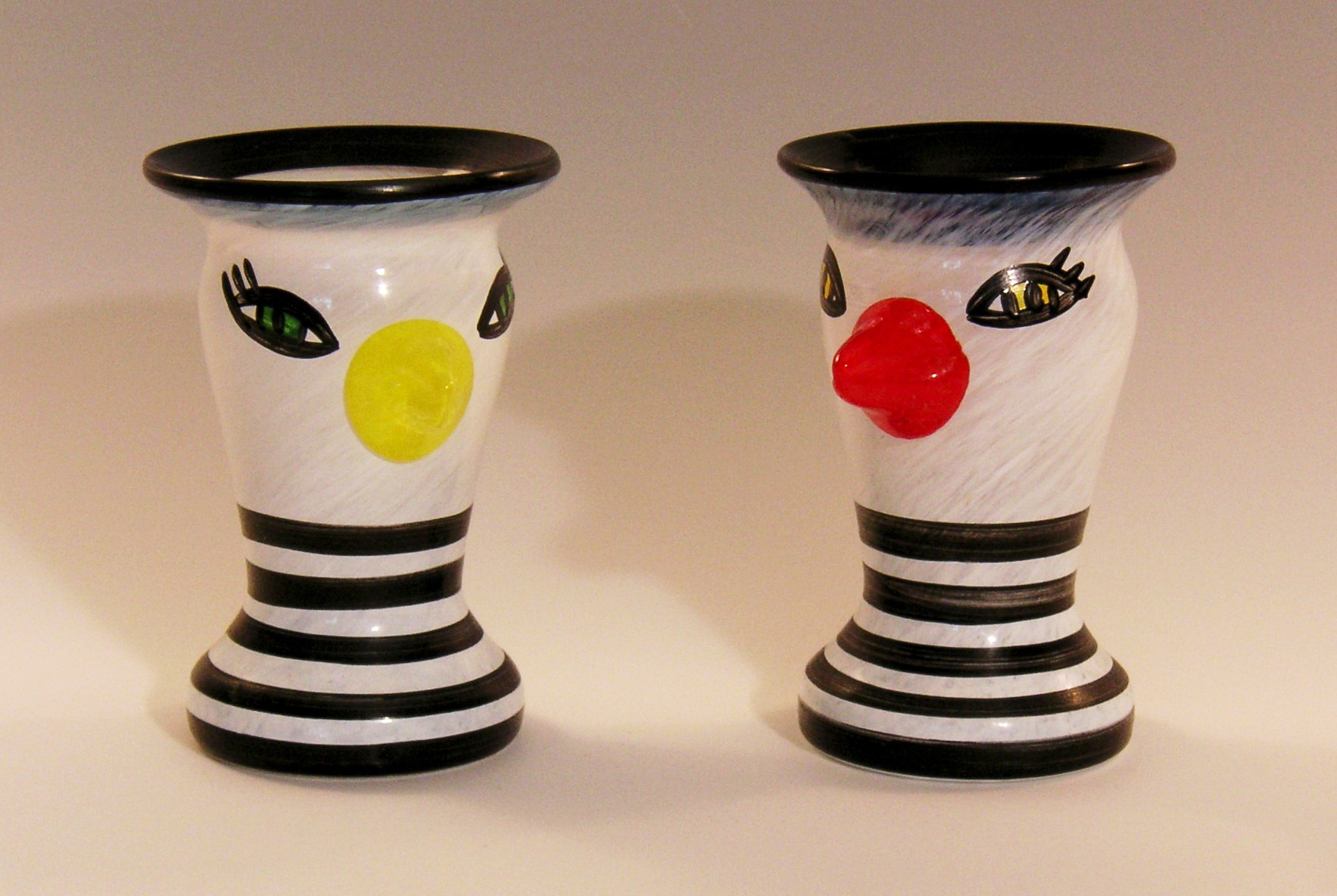
Ulrica Hydman-Valliens äggkoppar

## Ledning
Förteckning över brukets ägare/ledare under tiden 1741-1948

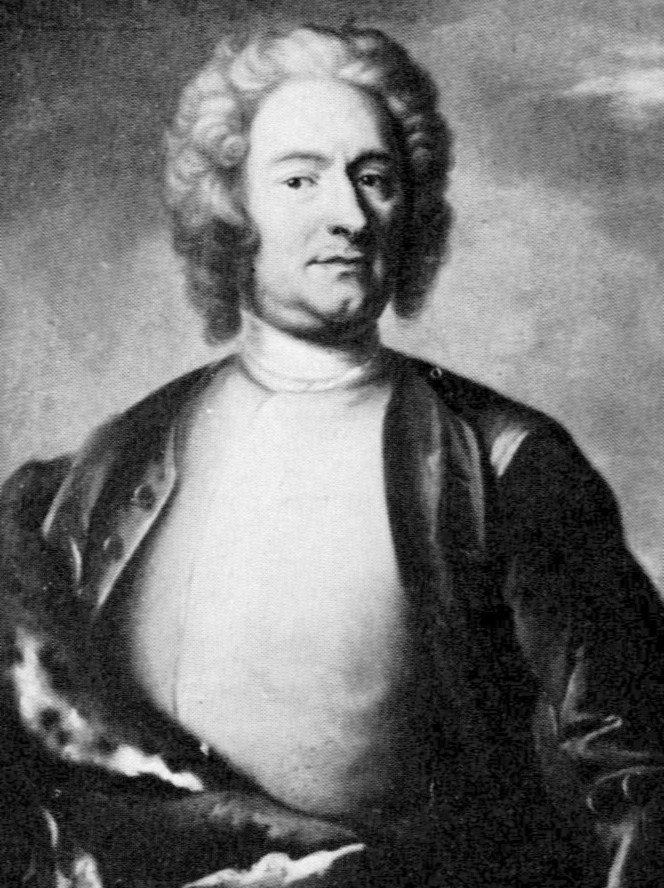
Anders Koskull.

| Namn                                     | Tid       |
| ---------------------------------------- | --------- |
| Anders Koskull                           | 1741–1745 |
| Georg Bogislaus Staël von Holstein       | 1741–1756 |
| J. F. Wickenberg (1724–1790)             | 1756–1790 |
| Catarina Wickenberg (1742–1796)          | 1790–1796 |
| Johan Reinhold Angerstein                | 1796–1809 |
| J. F. Dufwa                              | 1809–1823 |
| Uno Angerstein                           | 1830–1874 |
| Kosta Intressenter: Reinhold Charpentier | 1875–1886 |
| Kosta Intressenter: C. Håkansson         | 1886–1889 |
| Axel Hummel                              | 1889–1905 |
| Carl Gottwald Fogelberg                  | 1905–1926 |
| Sven Fogelberg                           | 1927–1931 |
| Oscar Lindblad                           | 1932–1936 |
| Alfred Rosén                             | 1937–1943 |
| Eric Åfors                               | 1943–??   |

## Bildgalleri

Glasblåsning
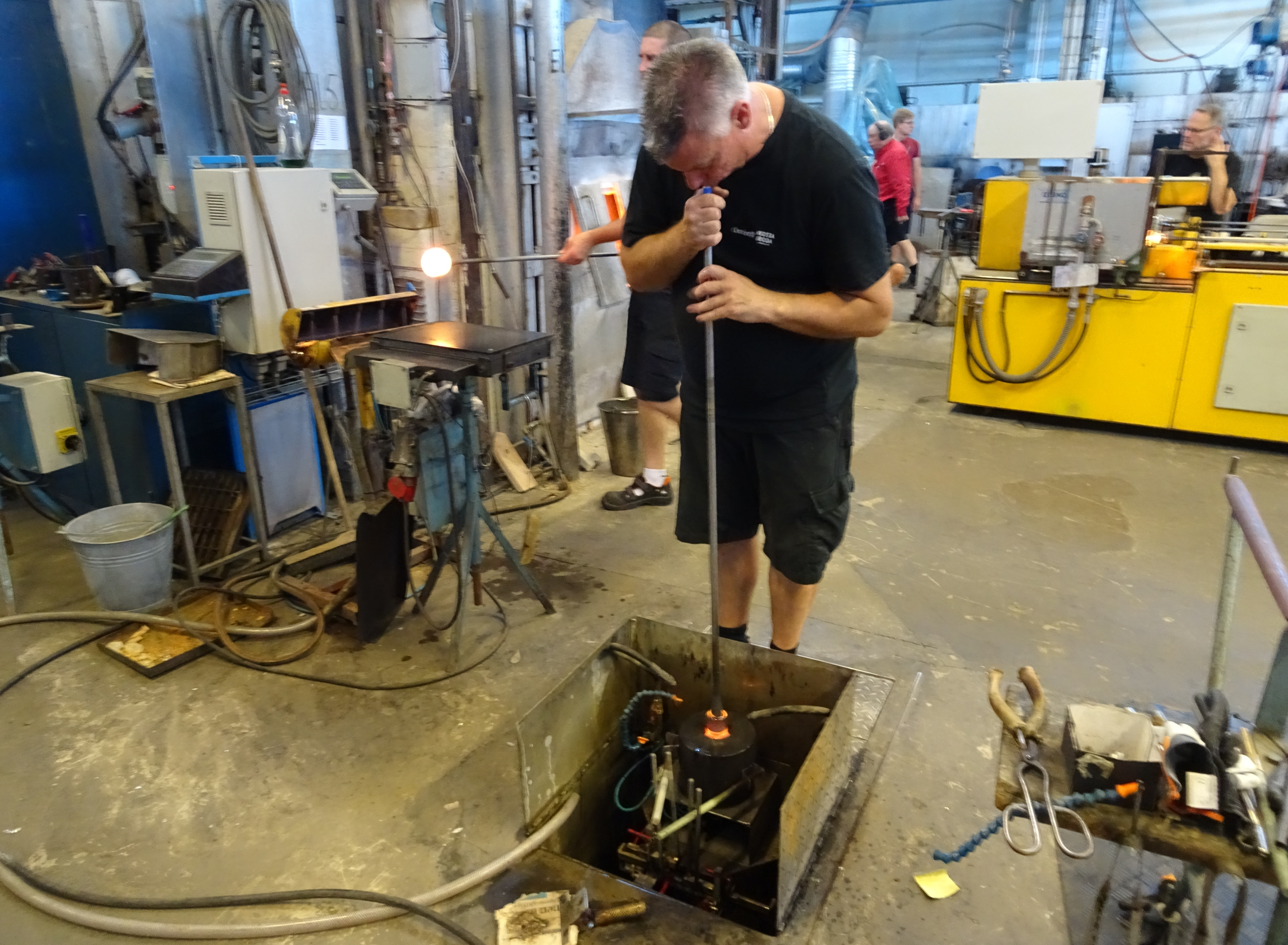
Ett vinglas blir till, glaset blåses i form
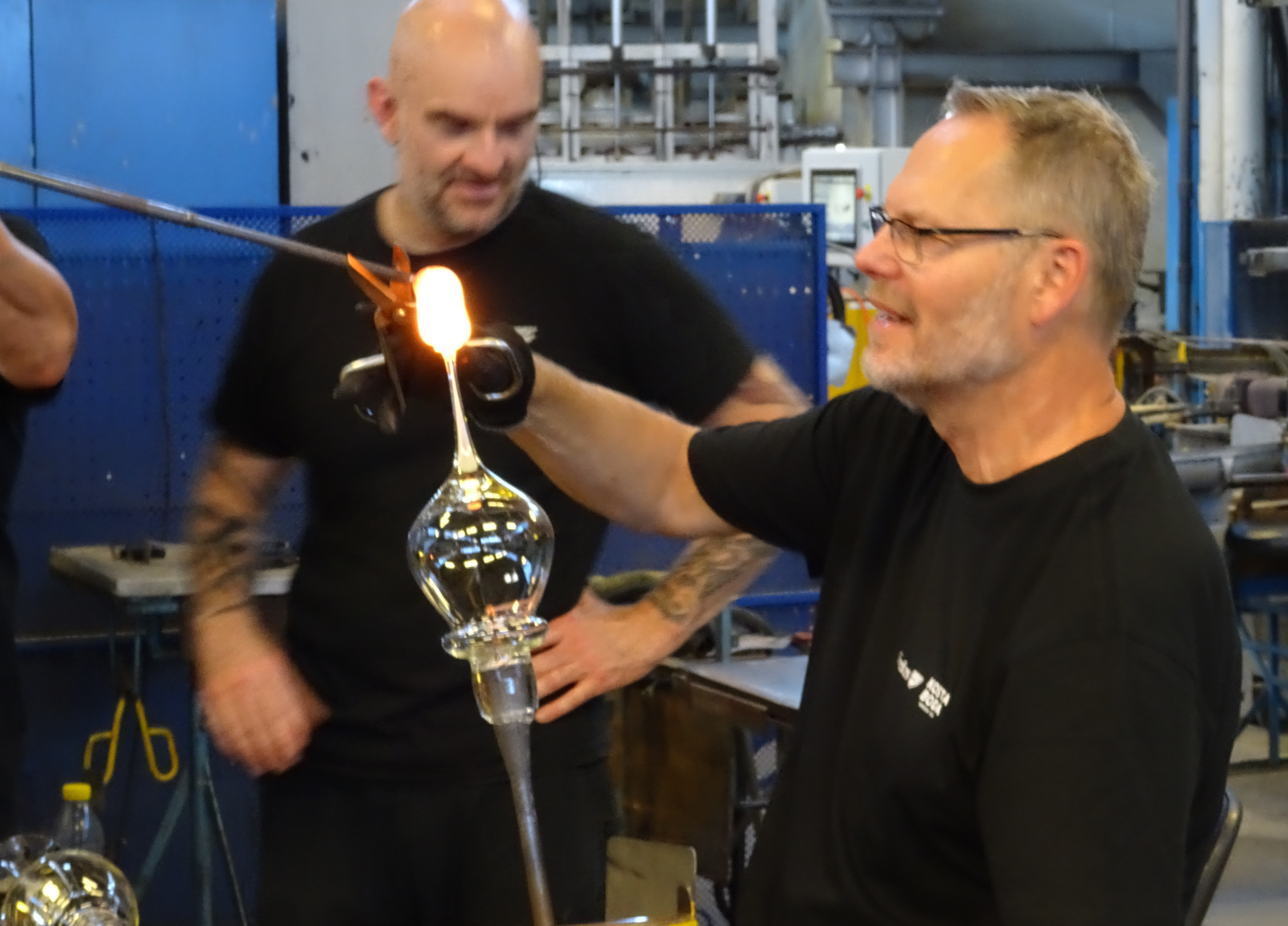
Ett vinglas blir till, foten sätts på
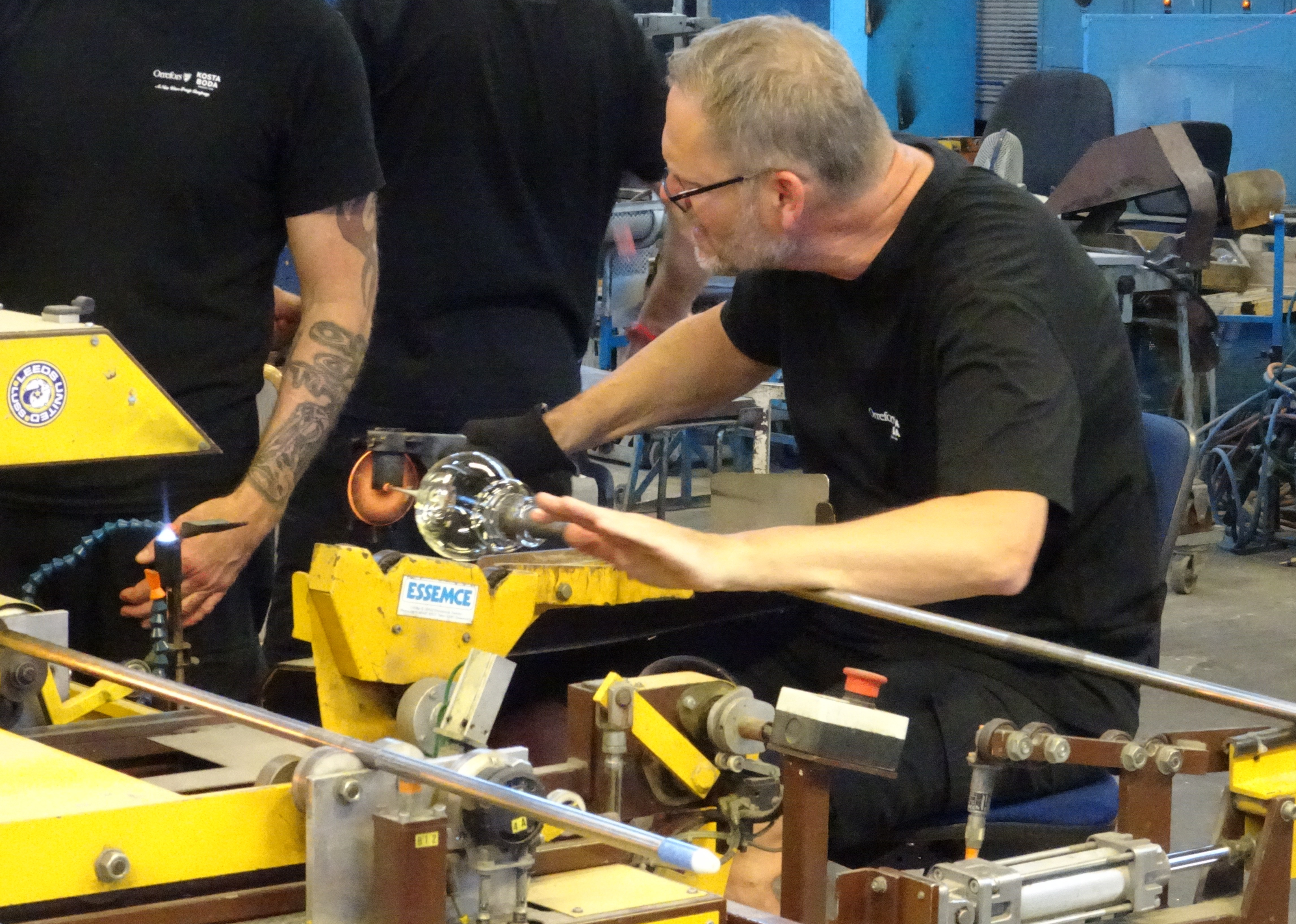
Ett vinglas blir till, foten formas
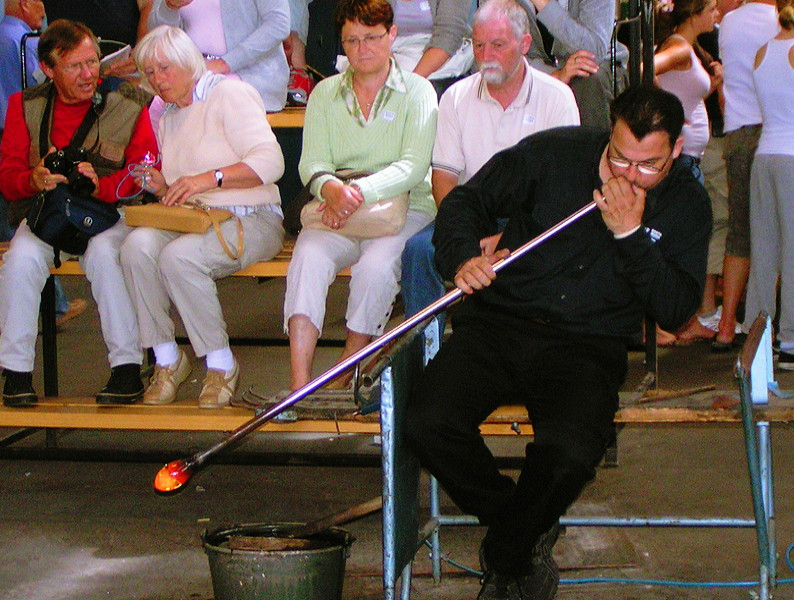
Glasblåsning för besökare.

Byggnader
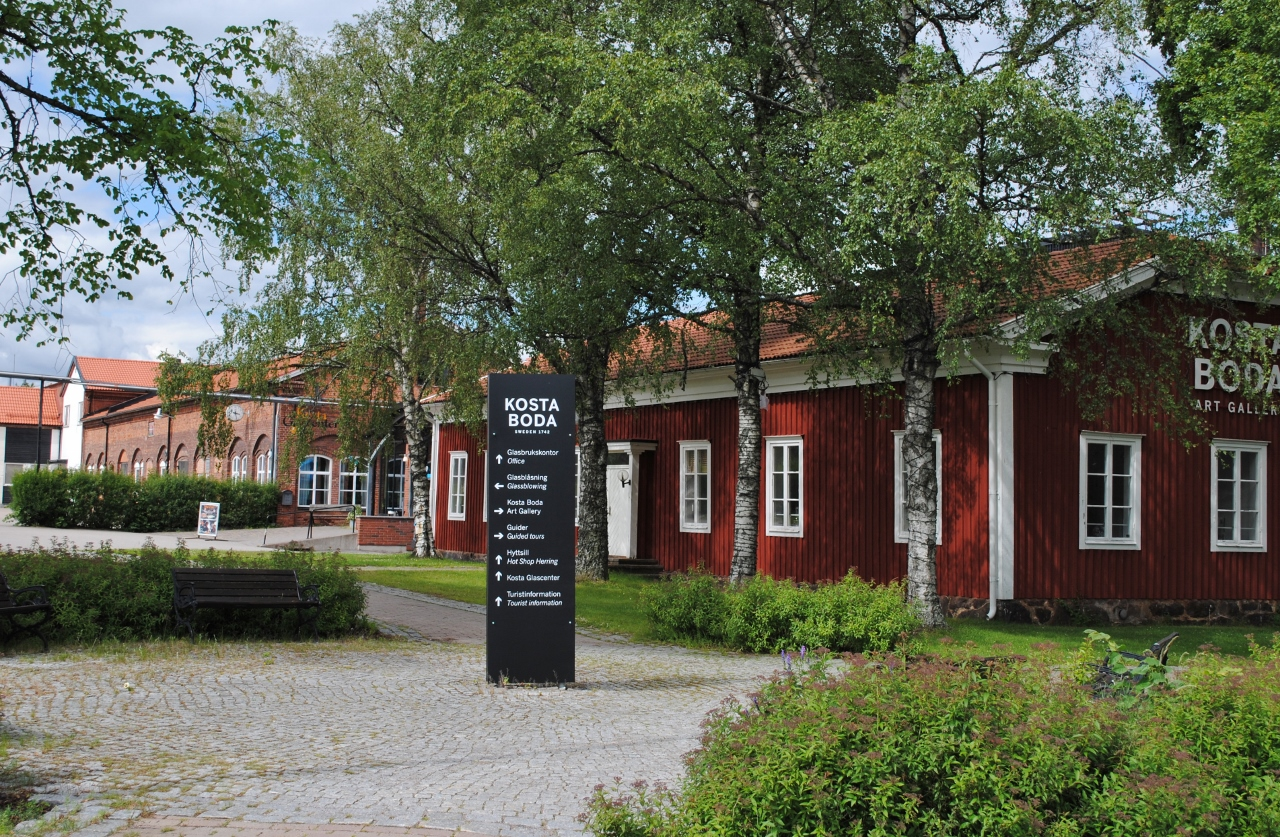
Kosta Boda Art Gallery.
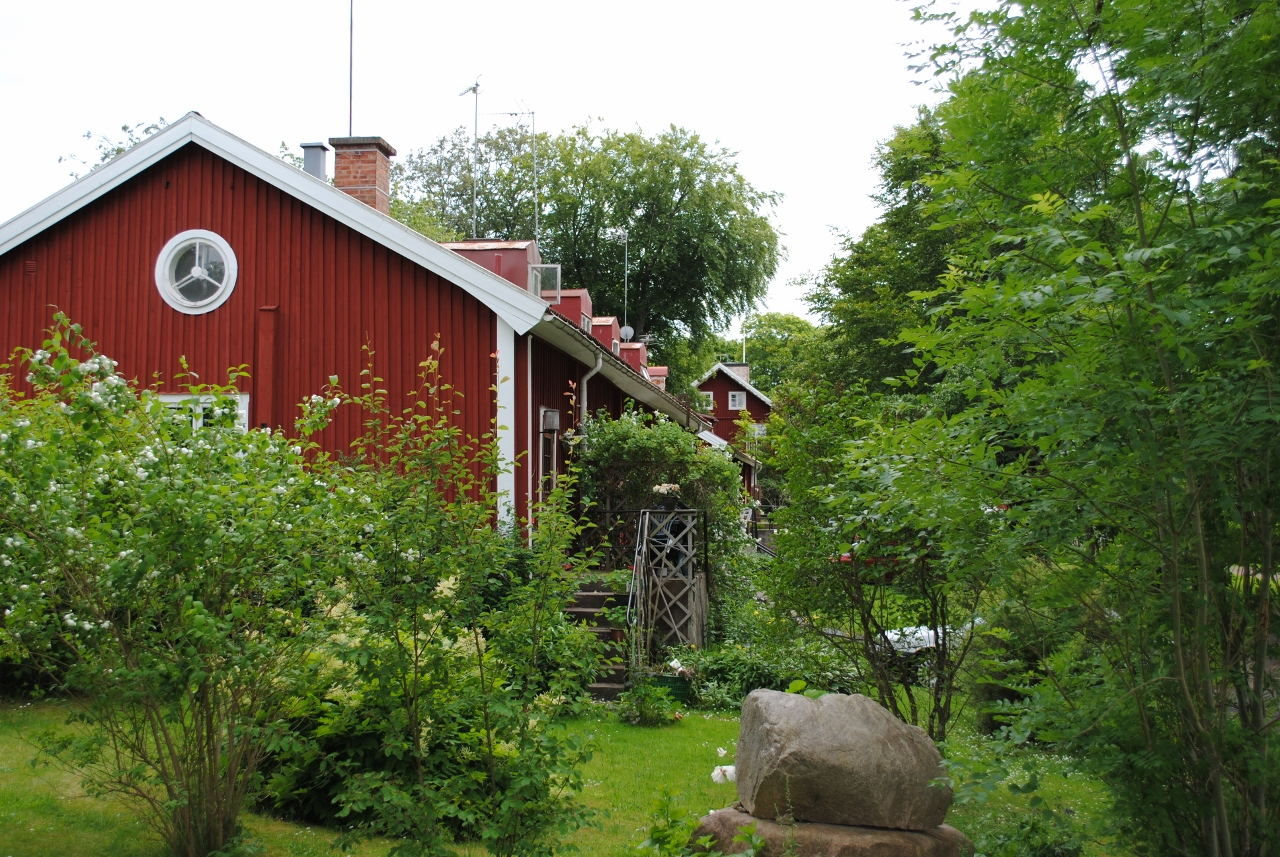
Bruksmiljö.
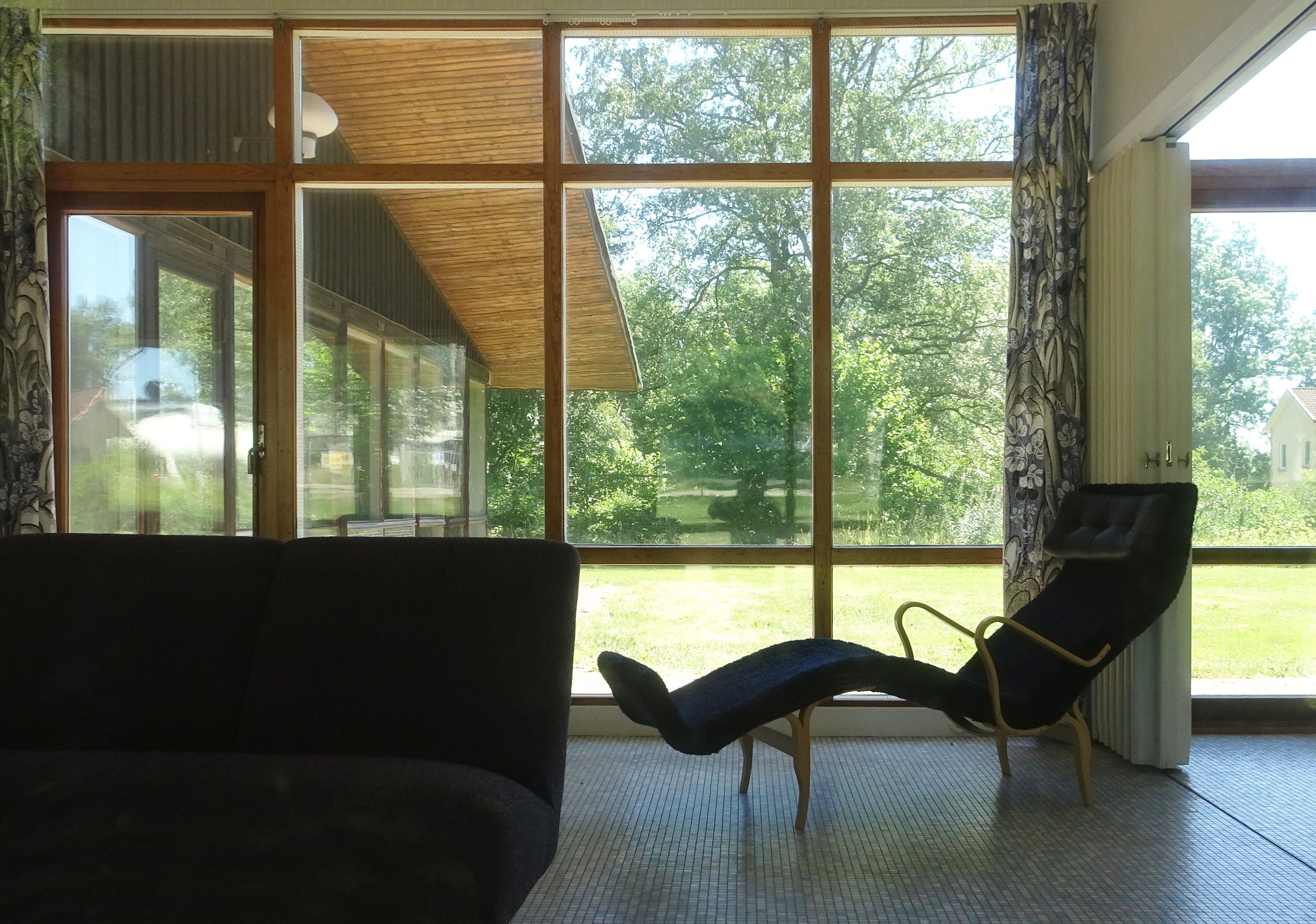
Kosta glashus.
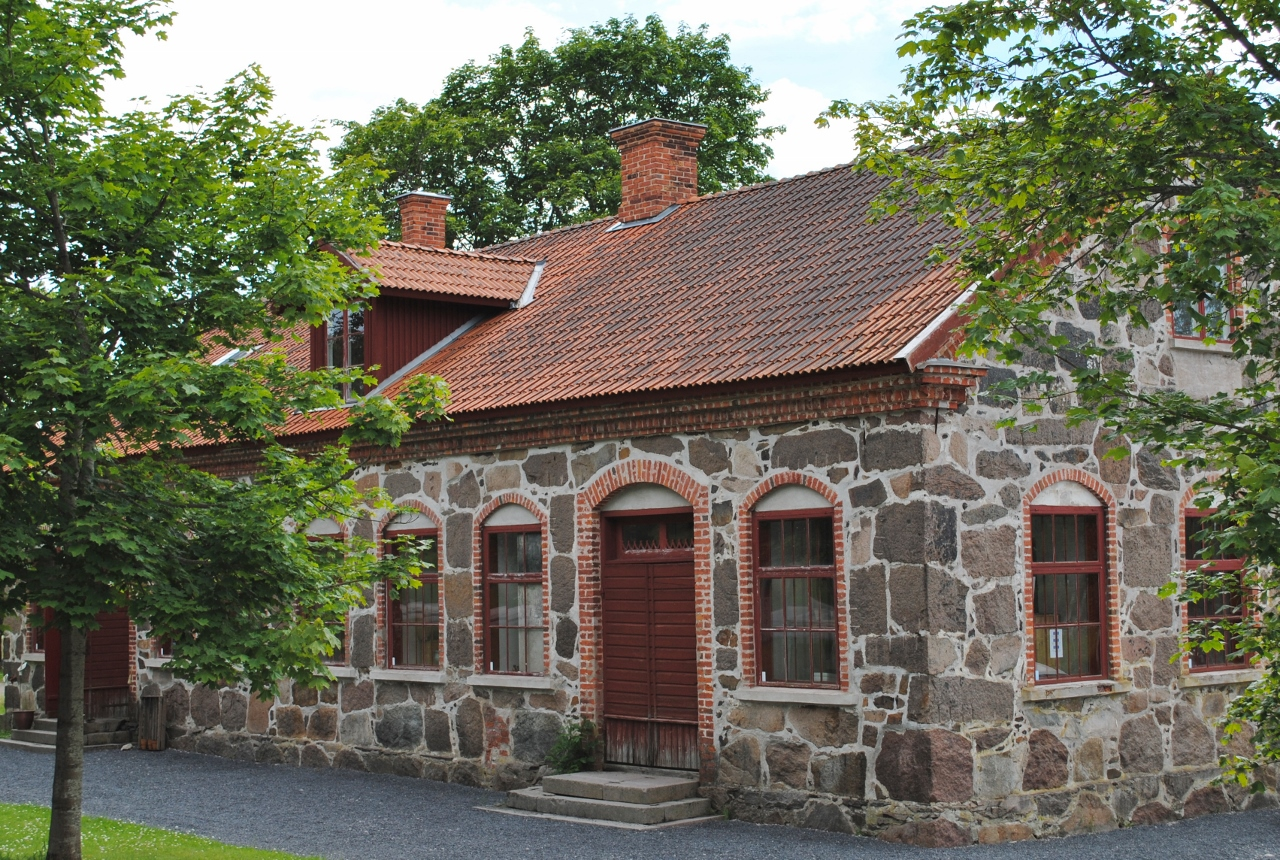
Stenmagasinet.

## Formgivare i urval
| - Lisa Bauer (från 1972) - Elis Bergh (1929–1954) - Axel Enoch Boman (1898–1902) - Sten Branzell (1923–1930) - Olle Brozén (2000–2007) - Oskar Dahl (1939–1940) - Ewald Dahlskog (1926–1929) - Bengt Edenfalk (1978–1989) - Anna Ehrner (från 1975) - Kjell Engman (1977-) - Sven Erixson (1909–1910) | - Ernest Gordon (1952–1953) - Paul Hoff (från 1972) - Karl Hultström (1917–1919) - Åsa Jungnelius (2007–) - Erika Lagerbielke (1982–2009 på Orrefors) - Vicke Lindstrand (1950–1975) - Tyra Lundgren (1935) - Ludvig Löfgren (2007–2013) - Mona Morales-Schildt (1958–1971) - Kai Nielsen (1903–1904) - Anne Nilsson (2001–2005) | - Edvin Ollers (1917–1918 och (1931–1932) - Sigurd Persson (från 1968) - Gunnel Sahlin (1990–2005) - Rolf Sinnemark (från 1967) - Sven Erik Skawonius (1934–1935) - Alf Wallander (1908–1914) - Bertil Vallien (1963–) - Gunnar G:son Wennerberg (1899–1909) - Ann Wåhlström (1990–2005) - Ann Wolff (1964–1978) - Göran Wärff (1964–2013) |